# Edna, Texas
Edna är administrativ huvudort i Jackson County i Texas. Orten har fått sitt namn efter Joseph Telfeners dotter. Telfener lät bygga en järnväg genom området. Enligt 2010 års folkräkning hade Edna 5 499 invånare.